# Championnat international d'escrime 1931
Navigation
Édition précédente Édition suivante
La neuvième édition du Championnat international d'escrime en 1931 s'est déroulé à Vienne en Autriche.

## Résultats
| Épreuves                               | Or | Argent | Bronze                                                                                                  |
| -------------------------------------- | --- | --- | --- |
| Épée                                   | | | |
| Hommes individuel résultats détaillés  | Georges Buchard | Bernard Schmetz                                                                                            | Paul Rousset                                                                                            |
| Hommes par équipes résultats détaillés | Italie- Carlo Agostoni - Nino Bertolaia - Giancarlo Cornaggia-Medici - Renzo Minoli - Saverio Ragno - Franco Riccardi | France- Jacques Coutrot - Fernand Jourdant - Louis Prat - Paul Rousset - Bernard Schmetz                   | Suède- Curt Dahlgren - Gustaf Dyrssen - Hans Granfelt - Carl Gripenstedt - Nils Hellsten - Sven Thofelt |
| Fleuret                                | | | |
| Hommes individuel résultats détaillés  | René Lemoine | Gustavo Marzi                                                                                              | John Emrys Lloyd                                                                                        |
| Hommes par équipes résultats détaillés | Italie- Giorgio Chiavacci - Giulio Gaudini - Gioacchino Guaragna - Gustavo Marzi - Ugo Pignotti - Saverio Ragno       | Hongrie- János Hajdú - Ottó Hatz - Gusztáv Kálniczky - György Piller - József Rády - Péter Tóth            | Autriche- Ernst Baylon - Richard Brünner - Kurt Ettinger - Karl Hanisch - Hans Lyon - Karl Sudrich      |
| Femmes individuel résultats détaillés  | Helene Mayer | Erna Bogáti                                                                                                | Ellen Preis                                                                                             |
| Sabre                                  | | | |
| Hommes individuel résultats détaillés  | György Piller | Endre Kabos                                                                                                | Attila Petschauer                                                                                       |
| Hommes par équipes résultats détaillés | Hongrie- Aladár Gerevich - Gyula Glykais - Sándor Gombos - Endre Kabos - Attila Petschauer - György Piller            | Italie- Renato Anselmi - Arturo De Vecchi - Giulio Gaudini - Gustavo Marzi - Ugo Pignotti - Emilio Salafia | Allemagne- Erwin Casmir - Julius Eisenecker - August Heim - Heinrich Moos                               |

## Tableau des médailles
| Rang  | Nation      | Or | Argent | Bronze | Total |
| ----- | ----------- | -- | ------ | ------ | ----- |
| 1     | Hongrie     | 2  | 3      | 1      | 6     |
| 2     | France      | 2  | 2      | 1      | 5     |
| 3     | Italie      | 2  | 2      | 0      | 4     |
| 4     | Allemagne   | 1  | 0      | 1      | 2     |
| 5     | Autriche    | 0  | 0      | 2      | 2     |
| 6     | Royaume-Uni | 0  | 0      | 1      | 1     |
| -     | Suède       | 0  | 0      | 1      | 1     |
| TOTAL | TOTAL       | 7  | 7      | 7      | 21    |